# كيدي
كِيدِي أو كدي (بالإنجليزية: KDE)‏ هي منظمة برمجيات حرة تختص بتطوير برمجيات حرة مفتوحة المصدر. من أبرز منتجاتها بيئة سطح المكتب بلازما، وأطر عمل كيدي، والعديد من البرمجيات الأخرى مثل كيت، ودجي‌كام، وكريتا. تستخدم منتجات كيدي مكتبة كيوت، وبعض برمجياتها متعددة المنصات وتعمل على أنظمة يونكس، وشبيه يونكس، ومايكروسوفت ويندوز، وأندرويد.
شعار كِيدِي هو حرف K فوق عجلة ترس ملونان بالأبيض داخل خلفية زرقاء. وتميمة المشروع هو تنين أخضر يدعى كونكي.

## تاريخ كِيدِي

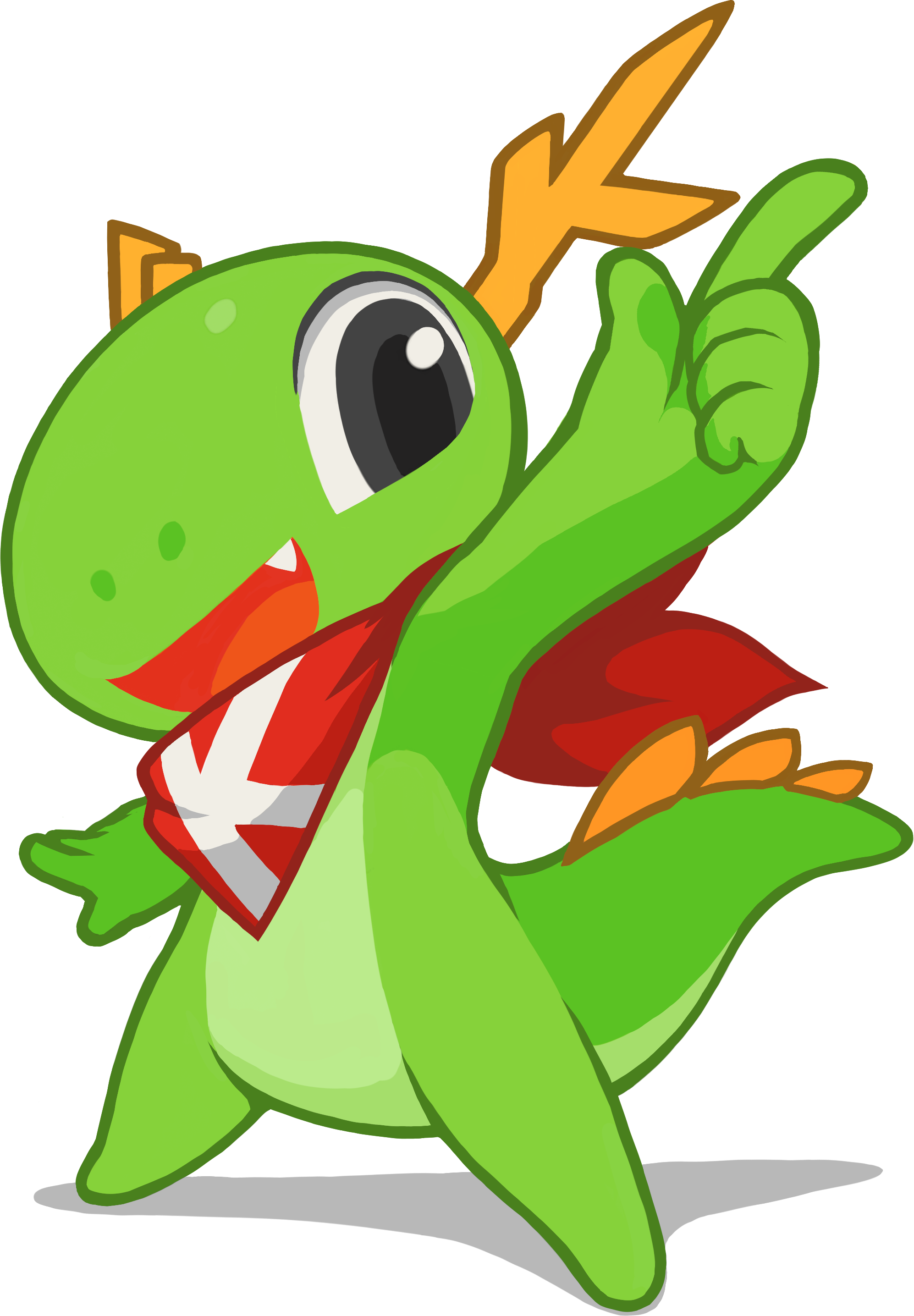
كونكي: تميمة لمشروع كِيدِي

بدأ ماتياس إتريش مشروع كِيدِي في عام 1996 وقد كان ما زال طالب جامعي. في ذلك الوقت، لم يرق له حال سطح مكتب يونكس. فما كانت التطبيقات - على سبيل المثال - لا تشبه بعضها البعض سواءً في الشكل أو في التصرف. وأراد ماتثيس أيضًا أن يجعل سطح مكتب يونكس سهل الاستخدام. أثارت الرسالة التي بعثها ماتثيس إلى يوزنت عن بدء مشروع كِيدِي الكثير من الاهتمام.
اختار ماتثيس مكتبات كيوت لكتابة سطح المكتب الجديد وبدأ العديد من المطورين كتابة تطبيقات كِيدِي/كيوت التي - بحلول عام 1997 - كان منها الكبير والمعقد. أصبح مشروع جنو قلق بصدد استخدام مكتبات كيوت لكتابة سطح مكتب وبرامج حرة، فلم تكن مرخصة تحت ترخيص برمجيات حرة. فبدأ مشروعان: هارموني بهدف كتابة بديل حر لـ مكتبات كيوت، وجنوم بهدف صنع سطح مكتب جديد يعتمد كليًا على برمجيات حرة بدون كيوت.
في نوفمبر 1998، تم طرح كيوت تحت رخصة كيو العمومية (Q Public License) مفتوحة المصدر. وفي نفس العام، أنشئت مؤسسة كي دي إي كيو تي الحرة التي تضمن طرح كيوت تحت ترخيص بي إس دي في حال أصبحت شركة ترولتك غير موجودة أو لم تطرح نسخة مفتوحة المصدر من كيوت خلال 12 شهرًا، ولكن في سبتمبر 2000 طرحت ترولتك نسخة كيوت تعمل على يونكس/إكس 11 تحت رخصة جنو العمومية بالإضافة إلى رخصة كيو العمومية مما أزال مخاوف مؤسسة البرمجيات الحرة.
تم اختيار اسم كيدي كلعب على اسم سي دي إي (Common Desktop Environment) والتي كانت بيئة سطح مكتب لأنظمة يونكس. كانت كيدي (KDE) اختصارًا لـ(Kool Desktop Environment)، ولكن في 24 نوفمبر 2009 أعلنت كيدي عن تغيير علامتها التجارية،  وبدءًا من كيدي 4 تم تقسيم المشروع إلى كيدي بلازما، وتطبيقات كيدي، ومنصة كيدي. منذ 2009، لم تعد كيدي إختصارًا لـ(K Desktop Envinronment).

### تاريخ الإصدارات
| الإصدار       | التاريخ        | معلومات                                                    |
| ------------- | -------------- | ---------------------------------------------------------- |
|               | 14 أكتوبر 1996 | الإعلان عن بدأ تطوير كيدي.                                 |
| كيدي 1        | 12 يوليو 1998  |                                                            |
| كيدي 2        | 23 أكتوبر 2000 |                                                            |
| كيدي 3        | 3 أبريل 2002   |                                                            |
| كيدي 4        | 11 يناير 2008  |                                                            |
| كيدي بلازما 5 | 15 يوليو 2014  | تم تقسيم كيدي إلى كيدي بلازما، أطر عمل كيدي، وتطبيقات كيدي |
| كيدي بلازما 6 | 28 فبراير 2024 | إصدار عام                                                  |

## مشاريع كيدي

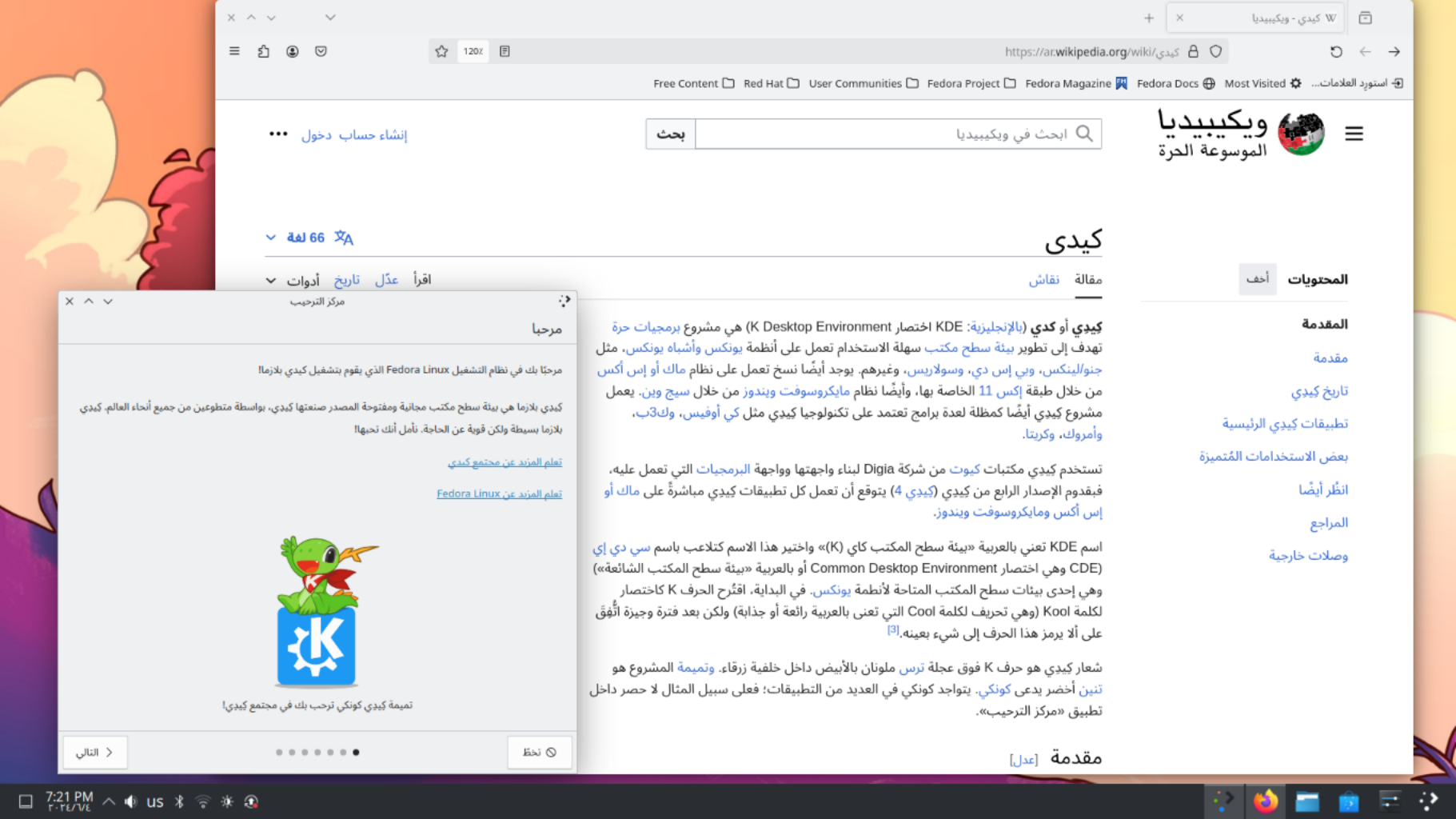
لقطة شاشة لبيئة سطح المكتب كيدي بلازما 6 على نظام التشغيل فيدورا لينكس

يدير مجتمع كيدي العديد من المشاريع الحرة مفتوحة المصدر. وينقسم المشروع إلى ثلاثة أجزاء أساسية:
- كيدي بلازما – بيئة سطح مكتب قابلة للتخصيص. كُتِبَّت باستخدام مكتبتي كيوت وأطر عمل كيدي.
- أطر عمل كيدي – مجموعة من المكتبات البرمجية وأطر العمل التي بنيت فوق مكتبة كيوت.[13]
- كيدي جير – مجموعة من البرمجيات المفيدة المبنية باستخدام أطر عمل كيدي.

### مشاريع أخرى
- كيدي نيون هي توزيعة لينكس مبنية على الإصدار المستقر من أوبونتو، ولكنها تحوي آخر الإصدارات من برمجيات كيدي وكيوت.[14][15]

## بعض الاستخدامات المُتميزة
- يتم استخدام منتجات كِيدِي في التعليم الابتدائي في البرازيل من قبل حوالي 42000 مدرسة في 4000 مدينة، أي ما يقارب 52 مليون طفل. توجد توزيعة معتمدة تسمى لينكس التعليمي (Educational Linux)، والمعتمدة على توزيعة كبونتو[16]، بالإضافة إلى ذلك، فإن الآلاف من طلبة الجامعات في البرازيل يستخدمون برمجيات كِيدِي داخل جامعاتهم، كما تستخدم المدارس البرتغالية برمجيات كِيدِي أيضًا مع ما يقارب الـ 700,000 جهاز، فضلًا عن المدارس الفنزولية والتي تستخدم حوالي 1,000,000 جهاز.[17]

- تستخدم ألمانيا منتجات كِيدِي بسفاراتها في جميع أنحاء العالم، متمثلة بما يقرب 11,000 جهاز.
- تعتبر منتجات كِيدِي من الأنظمة المستخدمة في الكثير من القطاعات الحكومية في تركيا عن طريق استخدام توزيعة محلية باسم بارادس، بما في ذلك القوات المسلحة التركية [18]، وزارة الخارجية التركية [18]، وزارة الأمن القومي التركية،[18][19] والشرطة التركية [18]، ومعهد الأمن الاجتماعي التركي[18][20]، مع العلم أن توزيعة بارادس ليست بالضرورة هي الوحيدة المعتمدة في جميع هذه المؤسسات الحكومية.

- يتم استخدام منتجات كِيدِي من قبل المنظمة الأوربية للبحوث النووية (سيرن)، والتي أقامت مشروع المصادم الهدرونات الكبير في سويسرا، والذي يعتبر أحد أكبر التجارب العملية في العالم.[21]

## انظُر أيضًا
- جنوم
- إكسفس

## وصلات خارجية
- الموقع الرسمي
- أخبار كِيدِي (بالإنجليزية)